# Флажолет (музыкальный инструмент)
Флажоле́т (фр. flageolet, уменьшит. от старофр. flageol — флейта) — старинная продольная флейта высокого регистра со свистковым устройством.
Первый известный флажолет был изготовлен во Франции мастером сьером Жювиньи (Sieur de Juvigny) в 1581 году.
Представляет собой трубку из самшитового дерева или слоновой кости с каналом цилиндрического или обратноконического сечения, с 6-ю отверстиями для пальцев и свистковым устройством.
С начала XVIII века состоял из двух стыкующихся частей, причём верхняя (со свистковым устройством) была увеличена (общая длина 300 мм) и превращена в специальную камеру с тампоном, впитывающим влагу.
Различают флажолет французский (с четырьмя отверстиями на лицевой стороне, и двумя — на тыльной), и английский (со всеми шестью отверстиями на лицевой стороне). Кроме того, существует двойной флажолет с единым свистковым устройством и двумя трубками, позволяющий извлекать одновременно два звука.
Строй высокий, в две октавы, начиная с ре 2-й октавы.
Из-за высокого мелодичного звука флажолет использовался для приучения птиц к высвистыванию различных мелодий.
Наибольшее распространение флажолет получил в XVII веке, в дальнейшем был вытеснен флейтой-пикколо.
Флажолет использовали в своих произведениях И. С. Бах, Г. Ф. Гендель, К. В. Глюк, В. А. Моцарт, Ф. К. Моцарт.